# 共青鎮 (盧甘斯克州)
杜博韦（烏克蘭語：Дубове），俄罗斯当局称为共青镇（烏克蘭語：Комсомольський），是烏克蘭東部盧甘斯克州多夫然斯克区多夫然斯克市镇内的市級鎮。始建於1954年，面積3.15平方公里，海拔高度270米，2011年人口3,119，人口密度每平方公里990.16人。
2014年顿巴斯战争后，共青镇被卢甘斯克人民共和国实际控制。2016年乌克兰最高拉达宣布此地更名为杜博韦，但卢甘斯克人民共和国则实际继续沿用旧名。